# Elektromos hajtómű
Az elektromos rakétahajtómű olyan rakétahajtómű, melyben a meghajtást végző közeget elektromos energia gyorsítja fel.

## Típusai

### Az elektrotermikus rakéta
Az elektrotermikus rakéta a plazma- vagy ívfűtés rendszerű rakéták közé sorolható. Viszonylag kis mennyiségű anyagot használ fel. Felépítése igen egyszerű. A hajtóanyagul szolgáló hidrogént, héliumot , lítiumot vagy más anyagot cseppfolyós állapotban tárolja, majd elpárologtatva, nagy nyomáson egy központi és egy gyűrűszerű elektród között áramoltatja át. A mintegy 15 000–20 000 Celsius-fok hőmérsékletű ív a hajtóanyagot ionizálja, pontosabban plazmává alakítja át. A felhevült plazma a rakétából kiindulva 2000–2500 sec fajlagos tolóerőt szolgáltat. Egy kilopondnyi tolóerő eléréséhez megközelítően 100 kilowattnyi ívteljesítményre van szükség. Az eddig kialakított példányokkal már eljutottak (1965-ben) a dekapond nagyságrendű tolóerőkig. Üzemszerű felhasználásukra először az 1964. november 30-án elindított Zond–2 szovjet Mars-szonda, később pedig a Voszhod űrhajók orientációs berendezéseiben került sor.

### Az elektromágneses rakéta
Az elektrotermikus rakéta továbbfejlesztett változatának tekinthetjük. Itt is megvan a plazmafejlesztő szerkezet, azonban a felhevült hajtóközeget egy erős mágnes pólusai között vezetik át; ez az, ami a plazmát tovább gyorsítja. A fajlagos tolóerő értéke itt 3 000-4 000 sec, elektromos teljesítményszükséglete pedig valamivel nagyobb, mint a közönséges plazmarakétáké.

### Az elektrosztatikus rakéták
A hajtóközeg felgyorsítható elektromos tér segítségével is: ez az elektrosztatikus rendszerű (más néven ion-)rakéta elve. Az ilyen rakéták működését a következőképpen képzelhetjük el: Egy tartályban cseppfolyós állapotban, 40 Celsius-fok körüli hőmérsékleten céziumot tárolnak. Az anyag a tartályból porlasztón keresztül jut az párologtató térbe, amelyben mintegy 800 Celsius-fok hőmérséklet uralkodik. Innen a felhevült céziumgőz az ionizációs térbe áramlik át, ahol wolframból vagy platinából készült izzóhálón, esetleg rúdkötegen ionizálódik. Az ionok az elektromosan feltöltött teret az elektrosztatikus hatás következtében elhagyják, majd egy nagyfeszültségű negatív elektród hatására számottevő mértékben felgyorsulnak. Az ionizációs folyamat során felszaporodó elektronokat el kell távolítani, mivel ha ezek a rakéta burkolatán felhalmozódnak, akkor tértöltésük a kilépő ionsugarat lefékezi. Ezért vagy egy másik hajtómű segítségével az elektronokat is el kell távolítani a rakétából, vagy pedig az ionsugarat még a rakétából való távozása előtt el kell elektronokkal egyenlíteni, hogy a rakétatestből már szabad elektromos töltés nélküli, semlegesített sugár lépjen ki. Az ionrakéták munkaközegüket sokkal nagyobb sebességre gyorsíthatják fel, mint az előzőleg említett elektrotermikus és elektromágneses rakéták. Elvileg nincs akadálya a 4 000-20 000 sec értékű fajlagos impulzusok elérésének sem. A rakéta teljesítményigénye 1 kilopond tolóerőre vonatkoztatva kb. 100 kW.
A különféle tervek egyik igen fontos problémája viszont, hogy az elektromos rakéták energiaforrásának mérete ne legyen túlságosan nagy. A hagyományos energiaforrások tehát figyelmen kívül esnek. A tervek többségében az elektromos generátort atomreaktor-működtette higanygőzturbinával szándékozzák hajtani. E megoldás hátránya, hogy jelentősen növeli a rakéta holtsúlyát, tehát csak nagy méretű rakétákon jöhet szóba, ugyanis a nagyobb reaktorok súlyegységre eső teljesítménye viszonylag kedvező.
Egy másik elképzelés szerint a rakéta elektromos generátorát napenergia táplálná. Azonban a mai napelemek többsége ilyen célra nem felel meg, viszont lehetőség mutatkozik arra, hogy a napenergiával gőzturbinát tartsanak üzemben.

### A fotonrakéta
Már a közeljövőben is szóba jöhet ezeknek a gépeknek a használata. Ismert jelenség, hogy a fény vagy más nagy energiájú elektromágneses sugárzás nyomást fejt ki. A fotonrakéták egy rendkívül intenzív sugárforrás keltette elektromágneses sugárzás reakcióerejét használnák fel. A kiáramlási sebesség itt azonos lenne a fénysebességgel.
Az ilyenfajta rakéták létrehozása a ma ismert szerkezeti anyagokkal nagyon nehéz feladat, ugyanis 100 000 Celsius-fok körüli hőmérsékletek lépnek fel. Egyelőre csak egy módon lehetne a tükrözést megoldani, miszerint a fotonrakéták, hasonlóan az elektromos rakétákhoz, folytonos üzemben működnének. Alkalmazási területükként a Naprendszert elhagyó űrhajók hajtása kínálkozik, ezeket a fénysebességhez közeli sebességre gyorsítanák fel.

## Lásd még
- Változtatható impulzussűrűségű mágnesplazma-rakéta
- Ionhajtómű